# کابینه نواف سلام
کابینه نواف سلام، کابینه کنونی لبنان است که از ۸ فوریه ۲۰۲۵، پس از کابینه سوم نجیب میقاتی تشکیل شد.